# Kyalami Agricultural Holdings
Kyalami Agricultural Holdings ist ein Vorort von Midrand in Südafrika. Seit 2006 ist es Teil der Region A in der Metropolgemeinde City of Johannesburg. Er liegt zwischen Johannesburg und der Landeshauptstadt Pretoria in der südafrikanischen Provinz Gauteng. Das Wort Kyalami bedeutet in IsiZulu, eine von Südafrikas elf Amtssprachen, „Mein Heim“.
In der Nachbarschaft der Kyalami Agricultural Holdings befindet sich eine Pferdesportanlage der South African Lipizzaners.
Die Motorsport-Rennstrecke Kyalami Grand Prix Circuit liegt ebenfalls in der Stadt Midrand.